# Aena
Aena S.A. (Aeropuertos Españoles y Navegación Aérea) er en spansk lufthavnsoperatør. De har i alt 46 lufthavne i Spanien, Mexico, USA, Cuba, Columbia, Bolivia, Sverige og Storbritannien. Aena er verdens største lufthavnsoperatør, målt på antal passagerer. Enaire ejer 51 % af Aena.